# Tetraodon implutus
Tetraodon implutus es una especie de peces de la familia Tetraodontidae en el orden de los Tetraodontiformes.

## Hábitat
Es un pez de  agua dulce , de  clima tropical  y demersal.

## Distribución geográfica
Se encuentra en el Océano Índico: Islas Cocos.

## Observaciones
Es inofensivo para los humanos.